# Maeda Gen'i
Maeda Gen'i (前田 玄以?; 1539 – 9 giugno 1602) è stato un monaco buddhista del monte Hiei, successivamente servitore di Toyotomi Hideyoshi e uno dei suoi cinque Go-Bugyō (amministratori). Era noto inizialmente come Maeda Munehisa (前田 宗向?).

## Biografia
Sacerdote buddhista del Monte Hiei, Munehisa entrò al servizio del clan Oda attorno al 1570 e prese il nome di Gen'i. Nobunaga lo nominò suo sostituto per l'amministrazione di Kyoto nel 1582.
Quando Oda Nobutada fu attaccato da Akechi Mitsuhide nel 1582 gli fu affidata la custodia del figlio (Hidenobu) che fu portato in salvo prima a Gifu e poi a Kiyosu. 
Toyotomi Hideyoshi, diventato kampaku (reggente), nominò Gen'i uno dei cinque Go-Bugyō (amministratori) e gli affidò il feudo di Yakami, 50.000 koku,  nella provincia di Tamba.
Quando l'imperatore Go-Yōzei visitò il palazzo Jurakudai per incontrare Hideyoshi, a Gen'i venne affidata la preparazione dell'evento.
Fu incaricato di cercare i cristiani della capitale, e cercò di scovare soprattutto i Gesuiti. Molti autori giapponesi attribuiscono a lui l'idea di obbligare gli arrestati a calpestare le immagini sacre per scoprire quelli che appartenevano alla religione proibita. Questo processo venne usato con tanto rigore anche con lo shogunato Tokugawa.
Supervisionò gran parte della ricostruzione e della riorganizzazione della capitale sostenuta da Hideyoshi, compresa la costruzione nel 1591 del terrapieno che circondava il centro della città, e lavorò l'anno seguente al castello di Fushimi.

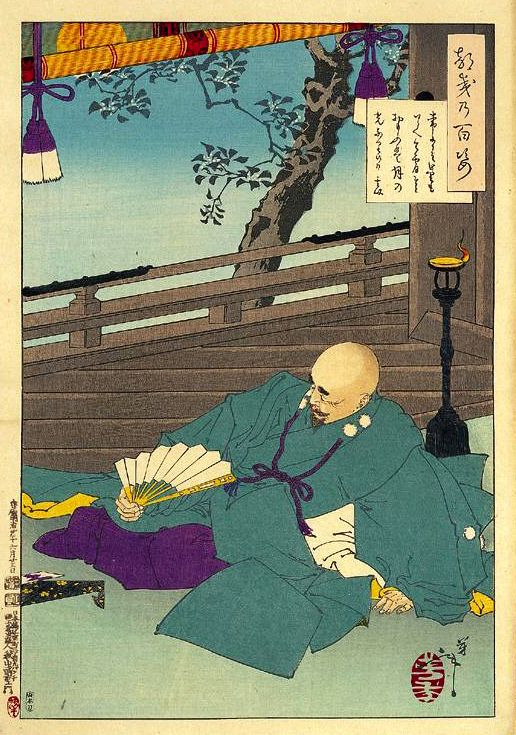
Gen'i contempla al chiarore della luna

Nel 1600, colpito da malattia, rimase fuori dalla campagna di Sekigahara e riuscì a mantenere i suoi domini nella successiva divisione dei feudi. Gen'i ebbe due figli che furono battezzati nel 1595, il maggiore, Hidenori (前田 秀以?, 1577-1602) sotto il nome di Paolo e l'altro Shigekatsu (茂勝?; 1582–1621), con il nome di Costantino, che ereditò il feudo di Yakami ma, nel 1608, mostrò segni di follia e fu deposto.